# Hyacinthella pallasiana
Hyacinthella pallasiana là một loài thực vật có hoa trong họ Măng tây. Loài này được (Steven) Losinsk. mô tả khoa học đầu tiên năm 1935.